# Joëlle Maison
Joëlle Maison (Elsene, 4 januari 1968) is een Belgisch politica voor DéFI.

## Levensloop
Maison behaalde in 1993 het diploma van licentiaat in de rechten aan de ULB en is sinds datzelfde jaar advocate in een Brussels advocatenkantoor.
Ze werd politiek actief voor het toenmalige FDF en werd in oktober 1994 voor het eerst verkozen in de gemeenteraad van Ukkel, een functie die ze nog steeds uitoefent. Van 2006 tot 2018 was Maison schepen van de gemeente, bevoegd voor Onderwijs en Opvoeding en vanaf 2012 tevens voor Juridische Zaken. 
Sinds de verkiezingen van mei 2014 is Joëlle Maison eveneens lid van het Brussels Hoofdstedelijk Parlement, waar ze zich ging bezighouden met onderwijs, mobiliteit, huisvesting en gehandicaptenbeleid. Daarnaast zetelde ze van juni 2014 tot september 2021 in het Parlement van de Franse Gemeenschap, waar ze zich eveneens toelegde op onderwijs. Van oktober 2022 tot september 2024 was Maison secretaris van het Brussels Hoofdstedelijk Parlement.